# Barton (Nueva York)
Barton es un pueblo ubicado en el condado de Tioga en el estado estadounidense de Nueva York. En el año 2000 tenía una población de 9,066 habitantes y una densidad poblacional de 58.6 personas por km².

## Geografía
Barton se encuentra ubicado en las coordenadas 42°3′4″N 76°30′38″O / 42.05111, -76.51056.

## Demografía
Según la Oficina del Censo en 2000 los ingresos medios por hogar en la localidad eran de $33,530, y los ingresos medios por familia eran $39,650. Los hombres tenían unos ingresos medios de $30,828 frente a los $23,351 para las mujeres. La renta per cápita para la localidad era de $15,498. Alrededor del 10.5% de la población estaban por debajo del umbral de pobreza.